# Mary FitzRoy
Mary FitzRoy, duchessa di Richmond e Somerset (1519 – 7 dicembre 1557), in precedenza Lady Mary Howard, fu l'unica nuora di re Enrico VIII d'Inghilterra, essendo stata la moglie dell'unico figlio naturale da lui riconosciuto Henry FitzRoy, I duca di Richmond e Somerset. Oltre ad essere nuora del re, due cugine di Mary sposarono quest'ultimo (Anna Bolena e Catherine Howard); dalla prima delle due nacque sua cognata Elisabetta I, sorellastra del marito Henry.

## Biografia

### Infanzia
I suoi genitori furono Elizabeth Stafford (figlia di Edward Stafford, III duca di Buckingham e Alianore Percy) e Thomas Howard, III duca di Norfolk. Suoi fratelli erano Henry Howard, conte di Surrey (1517-1547) e Thomas Howard (1520-1582).

### Matrimonio e vedovanza
Sposò Henry FitzRoy, I duca di Richmond e Somerset, figlio di Enrico VIII d'Inghilterra e dell'amante Elizabeth Blount. Il matrimonio durò pochi anni in quanto il consorte si ammalò di tubercolosi morendo senza lasciare eredi.

### Prigionia
In seguito quando Catherine Howard (la quinta moglie di Enrico VIII) cadde in disgrazia, la duchessa e la sua famiglia vennero arrestati e brevemente imprigionati nella Torre di Londra.

## Ascendenza
|                                         |                                       |                                         | Genitori                                 |  |  | Nonni |  |  | Bisnonni                       |  |  | Trisnonni         |  |
|                                         |                                       |                                         |                                          |  |  |       |  |  | John Howard, I duca di Norfolk |  |  | Sir Robert Howard |  |
|                                         |                                       |                                         |                                          |  |  |       |  |  | John Howard, I duca di Norfolk |  |  | Sir Robert Howard |  |
|                                         |                                       | Margaret Mowbray                        |                                          |  |  |       |  |  | John Howard, I duca di Norfolk |  |  |                   |  |
| Thomas Howard, II duca di Norfolk       |                                       |                                         |                                          |  |  |       |  |  | John Howard, I duca di Norfolk |  |  |                   |  |
|                                         |                                       | Katherine Moleyns                       | William Moleyns                          |  |  |       |  |  |                                |  |  |                   |  |
|                                         |                                       | Katherine Moleyns                       | William Moleyns                          |  |  |       |  |  |                                |  |  |                   |  |
|                                         |                                       | Katherine Moleyns                       | Margery Whalesborough                    |  |  |       |  |  |                                |  |  |                   |  |
| Thomas Howard, III duca di Norfolk      |                                       | Katherine Moleyns                       |                                          |  |  |       |  |  |                                |  |  |                   |  |
|                                         |                                       | Frederick Tilney                        | Philip Tilney                            |  |  |       |  |  |                                |  |  |                   |  |
|                                         |                                       | Frederick Tilney                        | Philip Tilney                            |  |  |       |  |  |                                |  |  |                   |  |
|                                         |                                       | Frederick Tilney                        | Isabel Thorpe                            |  |  |       |  |  |                                |  |  |                   |  |
| Elizabeth Tilney                        |                                       | Frederick Tilney                        |                                          |  |  |       |  |  |                                |  |  |                   |  |
|                                         |                                       | Elizabeth Cheney                        | Laurence Cheney                          |  |  |       |  |  |                                |  |  |                   |  |
|                                         |                                       | Elizabeth Cheney                        | Laurence Cheney                          |  |  |       |  |  |                                |  |  |                   |  |
|                                         |                                       | Elizabeth Cheney                        | Elizabeth Cockayne                       |  |  |       |  |  |                                |  |  |                   |  |
| Mary Howard                             |                                       | Elizabeth Cheney                        |                                          |  |  |       |  |  |                                |  |  |                   |  |
|                                         | Henry Stafford, II duca di Buckingham | Humphrey Stafford, conte di Stafford    |                                          |  |  |       |  |  |                                |  |  |                   |  |
|                                         | Henry Stafford, II duca di Buckingham | Humphrey Stafford, conte di Stafford    |                                          |  |  |       |  |  |                                |  |  |                   |  |
|                                         | Henry Stafford, II duca di Buckingham | Margaret Beaufort                       |                                          |  |  |       |  |  |                                |  |  |                   |  |
| Edward Stafford, III duca di Buckingham | Henry Stafford, II duca di Buckingham |                                         |                                          |  |  |       |  |  |                                |  |  |                   |  |
|                                         |                                       | Catherine Woodville                     | Richard Woodville                        |  |  |       |  |  |                                |  |  |                   |  |
|                                         |                                       | Catherine Woodville                     | Richard Woodville                        |  |  |       |  |  |                                |  |  |                   |  |
|                                         |                                       | Catherine Woodville                     | Giacometta di Lussemburgo                |  |  |       |  |  |                                |  |  |                   |  |
| Elizabeth Stafford                      |                                       | Catherine Woodville                     |                                          |  |  |       |  |  |                                |  |  |                   |  |
|                                         |                                       | Henry Percy, IV conte di Northumberland | Henry Percy, III conte di Northumberland |  |  |       |  |  |                                |  |  |                   |  |
|                                         |                                       | Henry Percy, IV conte di Northumberland | Henry Percy, III conte di Northumberland |  |  |       |  |  |                                |  |  |                   |  |
|                                         |                                       | Henry Percy, IV conte di Northumberland | Eleanor Poynings                         |  |  |       |  |  |                                |  |  |                   |  |
| Eleanor Percy                           |                                       | Henry Percy, IV conte di Northumberland |                                          |  |  |       |  |  |                                |  |  |                   |  |
|                                         |                                       | Maud Herbert                            | William Herbert                          |  |  |       |  |  |                                |  |  |                   |  |
|                                         |                                       | Maud Herbert                            | William Herbert                          |  |  |       |  |  |                                |  |  |                   |  |
|                                         |                                       | Maud Herbert                            | Anne Devereux                            |  |  |       |  |  |                                |  |  |                   |  |
|                                         |                                       | Maud Herbert                            |                                          |  |  |       |  |  |                                |  |  |                   |  |